# Флоккари, Серджо
Се́рджо Фло́ккари (итал. Sergio Floccari; 12 ноября 1981, Вибо-Валентия) — бывший итальянский футболист, нападающий.

## Карьера

### Клубная
Серджо Флоккари начал карьеру в клубе «Никотера», из его родного города, Вибо-Валентия, куда переехали его родители из Реджо-ди-Калабрии. Затем он играл в небольших клубах «Монтебеллуна», «Местре» и «Фаенца». В 2002 году он перешёл в клуб «Дженоа», однако в составе генуэзцев он не смог закрепиться и ушёл в «Римини». А затем Флоккари перешёл в «Мессину», в составе которой он дебютировал в серии А, где забил 3 гола, два из которых 18 февраля 2006 года в ворота «Ювентуса».
Летом 2007 года Флоккари перешёл в «Аталанту», заплатившую за его трансфер 1,6 млн евро. Свой первый гол за «Аталанту» Флоккари забил в ворота «Интернационале» на Сан-Сиро, а всего за первый сезон в клубе забил 8 голов (все в чемпионате Италии). Летом 2008 года Флоккари был близок к переходу в «Палермо», но сделка не состоялась. Поэтому Флоккари остался ещё на год в Бергамо и стал лучшим снайпером «Аталанты» с 12-ю голами.
1 июля 2009 года Флоккари перешёл в «Дженоа», которая выкупила оставшуюся часть прав на игрока (другая половина принадлежала клубу ещё с сезона 2002/03). Он дебютировал в команде 13 сентября в матче с «Наполи», на котором сразу же забил гол.
4 января 2010 года Флоккари, на правах аренды, перешёл в «Лацио», с правом выкупа контракта футболиста за 9,5 млн евро. В первой игре за «Лацио» Флоккари забил 2 гола за 6 минут встречи, а его клуб победил 4:1. После удачного начала в клубе, в составе которого он забил 4 гола в 4-х матчах, Флоккари получил травму подколенного сухожилия и выбыл из строя на месяц. Восстановившись, он продолжил успешно играть в основном составе. Всего же за время аренды в «Лацио» он провёл 17 игр, забив 8 голов в серии А. По окончании сезона «Лацио» захотел выкупить трансфер Флоккари. 22 июня 2010 года клуб выкупил трансфер футболиста за 8,5 млн евро; сумма выплачивалась на протяжении 3-х лет.
31 августа 2011 года перешёл в «Парму» на правах годичной аренды с возможным правом выкупа.
11 января 2016 года игрок подписал контракт с «Болоньей».

### Международная
В октябре 2010 года Флоккари впервые был вызван в состав сборной Италии.

## Достижения
- Обладатель Кубка Италии (1): 2012/13
- Победитель Серии B (1): 2016/17